# Masnedøfortet

Masnedøfortet er et befæstningsanlæg, beliggende på Masnedø i Storstrømmen mellem Sjælland og Falster. Opførelsen blev påbegyndt i 1912 og ved 1. verdenskrigs udbrud august 1914 havde man støbt fortets kasematter og udgravet en del af jordværkerne, men skytset manglede.Fortet meldtes kampklar i 1915.
Verdens første succesfulde angreb med faldskærmstropper fandt sted ved Masnedøfortet, da Tyskland besatte Danmark den 9. april 1940. Fortet var dog kun bevogtet af to danske soldater, og det kom ikke til kamphandlinger.
I 1952 blev fortet degraderet til minedepot, og det blev helt afviklet som militært anlæg i 1973. I dag er fortet offentligt tilgængeligt og bruges blandt andet til kunstudstillinger og til garagerockfestivalen Gutter Island.
Siden 1997 har dele af fortet hver sommer dannet rammen om kunstudstillinger, arrangeret i samarbejde mellem Billedkunstnernes Forbund og Vordingborg Kommune. 